# Кара-Бом
Кара-Бом (алт. Кара бом; чёрная скала) — многослойная палеолитическая стоянка в Горном Алтае. Находится в 4 км к юго-западу от села Ело (Онгудайский район Республики Алтай, Россия) у подножия скалы в районе устья реки Семисарт при её выходе в долину реки Каерлык. Открыта в 1980 году археологом А. П. Окладниковым.
Исследования проводились А. П. Окладниковым в 1980—1981 гг., А. П. Деревянко и В. Т. Петриным в 1987—1993 гг.
На площади 301 м² выделено 13 слоёв, в том числе 8 — со следами обитания (2 нижних — Мустье, остальные — раннего периода позднего палеолита). З. А. Абрамова отмечает отсутствие в инвентаре Кара-Бом (коллекция Окладникова) дисковидных и леваллуазских нуклеусов и соответствующих им остроконечников, считая характерной чертой этого памятника крупные правильные пластины и нуклеусы для них как основной тип заготовки.
По мнению Деревянко, Петрина и других, здесь мустьерская каменная индустрия характеризуется техникой раскалывания Леваллуа, многочисленными зубчато-выемчатыми формами и группой изделий, относящейся к «микроиндустрии», имеются скрёбла.
Инвентарь из позднепалеолитических слоёв (по Деревянко и другим) принадлежит так называемым переходным индустриям: нуклеусы леваллуазского облика для получения крупных пластин, нуклеусы для снятия микропластинок, многочисленные ретушированные пластины с выемками, разнообразные скребки и резцы.
В Кара-Бом уровень с мустьерской индустрией имеет радиоуглеродные даты >44 тыс. лет; уровень с «переходной» индустрией, называемой «начальным верхним палеолитом», имеет датировка 43 200±1500 лет.
Позднепалеолитические слои радиоуглеродными методами датирования отнесены ко времени около 40—30 тысяч лет назад. По обнаруженным остаткам флоры, Кара-Бом находилась в зоне тёмно-хвойных лесов с примесью широколиственных пород и смешанных лесов. Найдены кости быка, лошади, носорога, зайца, сурка.
В Кара-Боме, Ючагизли (Турция), Бокер-Тахтите (Израиль), Кзар-Акиле (Ливан), на Балканах (Темната), в Чехии (Богунице, Странска Скала, Лишень, Подоли, Тварожна), на Украине (Куличивка) и в Северном Китае (Шуйдунгоу) представлен комплекс сходных индустрий, названный эмиранско-богуницким.